# Diego Castro
Diego Castro Giménez (Pontevedra, 2 luglio 1982) è un ex calciatore spagnolo, di ruolo centrocampista.

## Palmarès

### Club

#### Competizioni nazionali
- Premier's Plate: 1

Perth Glory: 2018-2019

### Individuale
- Joe Marston Medal: 1

2019